# Село имени Ильяса Омарова
Имени Ильяса Омарова (каз. Ілияс Омаров атындағы ауыл, до 2012 года — Лермонтово) — село в Алтынсаринском районе Костанайской области Казахстана. Административный центр сельского округа имени Ильяса Омарова. Находится примерно в 50 км к востоку от районного центра села Убаганское. Код КАТО — 393243100.

## Население
В 1999 году население села составляло 954 человека (466 мужчин и 488 женщин). По данным переписи 2009 года, в селе проживали 562 человека (265 мужчин и 297 женщин).